# Dani Aranzubia
Daniel Aranzubia Aguado (Logroño, La Rioja; 18 de septiembre de 1979) es un exfutbolista español que jugaba de portero.
Destacó en las filas del Athletic Club y del Deportivo de la Coruña. En su última temporada como profesional estuvo en el Atlético de Madrid, donde ganó La Liga. Con las categorías inferiores de la selección española conquistó el Mundial Sub-20 de 1999 y una medalla de plata en los JJ. OO. Sídney 2000. También fue convocado por la selección absoluta para la Eurocopa 2004.

## Trayectoria

### Athletic Club
Natural de la localidad riojana de Fuenmayor,comenzó a jugar al fútbol en las filas del Loyola.En 1994 se incorporó a las categorías inferiores del Athletic Club, tras llamar la atención de clubes como el Real Madrid, con el que llegó a entrenar, o el Real Zaragoza. En febrero de 1997 debutó con el Bilbao Athletic siendo juvenil, tras las lesiones de los dos porteros del filial e, incluso, fue convocado por el entrenador Luis Fernández para un derbi vasco, en Anoeta, en marzo de 1997. De cara a la temporada 1997-98 promocionó al CD Basconia, en su primer año como segundo filial del Athletic, donde tuvo un papel destacado siendo líderes de su grupo de Tercera División. En el verano de 1998 ascendió al Bilbao Athletic, en Segunda B, donde fue indiscutible durante dos temporadas y, además, entró en varias convocatorias con el Athletic Club. 
En el año 2000 se incorporó definitivamente a la primera plantilla para competir por el puesto con Iñaki Lafuente, quedando Imanol Etxeberria como tercera opción.En la campaña 2000-01 jugó solamente seis partidos, cuatro de ellos en Copa. El 13 de diciembre del 2000 debutó en Copa del Rey frente al Aurrera. Seis meses después, el 10 de junio de 2001, debutó en Primera División en una derrota por 1-3 ante la Real Sociedad en San Mamés.En su segunda temporada continuó con su rol de titular en Copa del Rey, donde fue señalado en los dos primeros goles del partido de vuelta de semifinales ante el Real Madrid (3-0).Sin embargo, tras dos goleadas encajadas con Lafuente de portero (1-6) y (5-2), Jupp Heynckes le dio la titularidad para las seis últimas jornadas de Liga 2001-02. En la campaña 2002-03 volvió a empezar como suplente, pero en la jornada 14 se hizo con la titularidad hasta el final de temporada.
De cara a la campaña 2003-04 se produjo la llegada de Ernesto Valverde al banquillo, con el que vivió sus dos mejores años en el club al consolidarse como titular.En 2004 el club decidió ejercer la opción unilateral de renovar su contrato hasta junio de 2008.Por otro lado, en la temporada 2004-05 debutó en Copa de la UEFA.
En la temporada 2005-06 el nuevo técnico Javier Clemente le apartó de la titularidad en enero, tras un fallo en el que el balón le pasó por debajo de las piernas después de un disparo de Arizmendi.En la campaña 2006-2007 empezó como titular, pero perdió la titularidad tras tres encuentros.Sin embargo, un problema ocular de Lafuente le devolvió a la titularidad en diciembre.En las primeras semanas, realizó grandes actuaciones que le ayudaron a asegurarse un puesto en el once.Cabe destacar que, el 28 de enero de 2007, detuvo un penalti a Xabi Prieto en la victoria (0-2) en Anoeta.Sin embargo, en la jornada 34, en plena lucha por la permanencia, cometió un nuevo error al no atajar un disparo lejano de Riki.A pesar de ese error, continuó en el once y fue titular en el agónico encuentro por la permanencia frente al Levante UD (2-0).
En el verano de 2007, el Athletic Club apostó por la contratación de Gorka Iraizoz y estuvo a punto de traspasarle al Real Zaragoza, aunque finalmente el portero prefirió seguir en Bilbao.Iraizoz se lesionó de gravedad en noviembre, por lo que volvió a la titularidad, pero Joaquín Caparrós decidió fichar en enero al veterano Armando para darle la titularidad durante la lesión de Gorka. Después de catorce años en el club, tras acabar su contrato, se marchó del equipo rojiblanco habiendo disputado 189 partidos en ocho temporadas.

### Deportivo de La Coruña
En junio de 2008 Aranzubia fichó libre por el RC Deportivo de La Coruña. El 2 de octubre de 2008 detuvo tres penaltis, en la tanda de penaltis ante el Brann, que le convirtieron en el héroe de la noche europea. El 23 de noviembre de 2008 se enfrentó por primera vez al Athletic Club, completando un brillante actuación al detener un penalti a Iraola y conseguir la victoria (3-1). En el equipo coruñés se convirtió en titular indiscutible durante cinco temporadas. Incluso marcó un gol, el 20 de febrero de 2011, contra la UD Almería  al rematar un córner en el minuto 94.Este gol significó el empate a uno definitivo y se convirtió en un gol histórico al ser la primera vez que un portero marcaba de cabeza en Primera División.Pese a este tanto, el club terminó descendiendo a Segunda División, aunque al año siguiente se proclamó campeón de Segunda División. En el último año de su contrato, el equipo volvió a descender y decidió fichar por el Atlético de Madrid para la campaña 2013-14.Se despidió del club gallego con 188 partidos en cinco temporadas.

### Atlético de Madrid
Tras las marchas de Sergio Asenjo y Joel Robles, el Atlético encontró en Aranzubía el portero suplente para complementar a un joven Thibaut Courtois.En el Atlético consiguió el título de Liga y debutó en la Liga de Campeones, donde acabó como subcampeón. Apenas disputó cinco partidos entre Liga, Copa y Liga de Campeones.Al final de temporada abandonó el club y, meses después, anunció su retirada.

### Entrenador de porteros
En 2016 comenzó una nueva etapa como entrenador de porteros en la SD Amorebieta, donde pasó tres temporadas. En 2019 regresó al Athletic Club para entrenar a los guardametas del Bilbao Athletic en el cuerpo técnico de Joseba Etxeberria. En 2023 el club bilbaíno decidió no renovar su contrato.Meses después, regresó a la SD Amorebieta que se encontraba en Segunda División.

## Selección nacional

### Categorías inferiores
Fue titular en todas las categorías inferiores de la selección española, llegando a jugar diecisiete encuentros con la sub-21 entre 1999 y 2001. Anteriormente, participó en la Eurocopa sub-16 de 1996. También, en 1999, fue campeón del mundo sub-20 con una generación en la que coincidió con Xavi, Casillas, Yeste u Orbaiz.En el año 2000 fue medalla de plata en los JJOO de Sídney.

### Selección absoluta
Fue una vez internacional con la selección nacional. El 5 de junio de 2004 disputó un partido amistoso, contra Andorra, entrando al campo en el minuto 60.Posteriormente, integró el combinado español que participó en la Eurocopa 2004 como tercer portero por detrás de Casillas y Cañizares.

## Estadísticas

### Clubes
- Actualizado el 12 de febrero de 2014[63]

| Club | Div           | Temporada     | Liga  | Liga  | Copas nacionales(1) | Copas nacionales(1) | Torneos internacionales(2) | Torneos internacionales(2) | Total | Total | Media goleadora(3) |
| Club | Div           | Temporada     | Part. | Goles | Part.               | Goles               | Part.                      | Goles                      | Part. | Goles | Media goleadora(3) |
| --- | ------------- | ------------- | ----- | ----- | ------------------- | ------------------- | -------------------------- | -------------------------- | ----- | ----- | ------------------ |
| Athletic Club · España                                                                                                  |               |               |       |       |                     |                     |                            |                            |       |       |                    |
| 1.ª | 2000-01       | 2             | 0     | 4     | 0                   | -                   | -                          | 6                          | 0     | 0     |                    |
| 1.ª | 2001-02       | 8             | 0     | 8     | 0                   | -                   | -                          | 16                         | 0     | 0     |                    |
| 1.ª | 2002-03       | 25            | 0     | 2     | 0                   | -                   | -                          | 27                         | 0     | 0     |                    |
| 1.ª | 2003-04       | 34            | 0     | 0     | 0                   | -                   | -                          | 34                         | 0     | 0     |                    |
| 1.ª | 2004-05       | 37            | 0     | 1     | 0                   | 4                   | 0                          | 42                         | 0     | 0     |                    |
| 1.ª | 2005-06       | 18            | 0     | 2     | 0                   | -                   | -                          | 20                         | 0     | 0     |                    |
| 1.ª | 2006-07       | 28            | 0     | 0     | 0                   | -                   | -                          | 28                         | 0     | 0     |                    |
| 1.ª | 2007-08       | 10            | 0     | 6     | 0                   | -                   | -                          | 16                         | 0     | 0     |                    |
| Total club | Total club    | 162           | 0     | 23    | 0                   | 4                   | 0                          | 189                        | 0     | 0     |                    |
| Deportivo de La Coruña · España                                                                                         |               |               |       |       |                     |                     |                            |                            |       |       |                    |
| 1.ª | 2008-09       | 37            | 0     | 0     | 0                   | 10                  | 0                          | 47                         | 0     | 0     |                    |
| 1.ª | 2009-10       | 36            | 0     | 0     | 0                   | -                   | -                          | 36                         | 0     | 0     |                    |
| 1.ª | 2010-11       | 32            | 1     | 0     | 0                   | -                   | -                          | 32                         | 1     | 0,03  |                    |
| 2.ª | 2011-12       | 38            | 0     | 0     | 0                   | -                   | -                          | 38                         | 0     | 0     |                    |
| 1.ª | 2012-13       | 35            | 0     | 0     | 0                   | -                   | -                          | 35                         | 0     | 0     |                    |
| Total club | Total club    | 178           | 1     | 1     | 0                   | 10                  | 0                          | 188                        | 1     | 0,01  |                    |
| Club Atlético de Madrid · España                                                                                        |               |               |       |       |                     |                     |                            |                            |       |       |                    |
| 1.ª | 2013-14       | 1             | 0     | 3     | 0                   | 1                   | 0                          | 5                          | 0     | 0     |                    |
| Total club | Total club    | 1             | 0     | 3     | 0                   | 1                   | 0                          | 5                          | 0     | 0     |                    |
| Total carrera | Total carrera | Total carrera | 341   | 1     | 27                  | 0                   | 15                         | 0                          | 383   | 1     | 0,00               |
| (1) Incluye datos de Copa del Rey (2009-14). (2) Incluye datos de Europa League (2008-09); Liga de Campeones (2013-14). |               |               |       |       |                     |                     |                            |                            |       |       |                    |

### Selecciones

#### Participaciones en fases finales
| Competición   | Categoría          | Sede     | Resultado    | Partidos | Goles |
| ------------- | ------------------ | -------- | ------------ | -------- | ----- |
| Eurocopa 2004 | Selección española | Portugal | Primera fase | 0        | 0     |
| Total         |                    |          |              | 0        | 0     |

## Palmarés

### Títulos nacionales
| Título           | Club                   | País   | Año  |
| ---------------- | ---------------------- | ------ | ---- |
| Segunda División | Deportivo de La Coruña | España | 2012 |
| Primera División | Atlético de Madrid     | España | 2014 |

### Títulos internacionales
| Título         | Club (*) | País    | Año  |
| -------------- | -------- | ------- | ---- |
| Mundial Sub-20 | España   | Nigeria | 1999 |

(*) Incluyendo la selección

### Distinciones individuales
| Distinción                      | Año  |
| ------------------------------- | ---- |
| Medalla de plata en Sídney 2000 | 2000 |